# 虹桥街道 (南通市)
虹桥街道，是中华人民共和国江苏省南通市崇川区下辖的一个乡镇级行政单位。

## 行政区划
虹桥街道下辖以下地区：
虹桥社区、虹东社区、虹西社区、虹南社区、虹北社区、新建社区、青年社区、桃坞社区、光明社区和跃龙社区。